# Tour de l'Avenir 2022
Le Tour de l'Avenir 2022 est la 58e édition du Tour de l'Avenir, une compétition cycliste sur route ouverte aux coureurs espoirs de moins de 23 ans. La course a lieu du 18 au 28 août 2022 entre La Roche-sur-Yon et Villaroger sur un parcours total de 
1 133 kilomètres.
Le Tour, qui comporte un prologue, huit étapes en ligne et un contre-la-montre par équipes, est une manche de l'UCI Europe Tour 2022 et de la Coupe des Nations espoirs.

## Présentation

### Équipes
| Équipes nationales (24)- France espoirs - Norvège espoirs - Espagne espoirs - Grande-Bretagne espoirs - Australie espoirs - Danemark espoirs - Slovénie espoirs - Suisse espoirs - Pays-Bas espoirs - Allemagne espoirs - Italie espoirs - Belgique espoirs - Colombie espoirs - Autriche espoirs - Canada espoirs - Tchéquie espoirs - Luxembourg espoirs - Irlande espoirs - Kazakhstan espoirs - Équateur espoirs - Slovaquie espoirs - États-Unis espoirs - Érythrée espoirs - Mexique espoirs Équipes amateurs (3)- Centre mondial du cyclisme - Auvergne-Rhône-Alpes espoirs - Pays de la Loire espoirs |
| |

## Étapes
| Étape     | Date    | Villes étapes                               | type                         | Distance (km) | Vainqueur d'étape | Leader du classement général |
| --------- | ------- | ------------------------------------------- | ---------------------------- | ------------- | ----------------- | ---------------------------- |
| Prologue  | 18 août | La Roche-sur-Yon – La Roche-sur-Yon         | contre-la-montre par équipes | 4             | Pays-Bas espoirs  | Loe van Belle                |
| 1re étape | 19 août | La Roche-sur-Yon – La Roche-sur-Yon         | étape de plaine              | 122           | Søren Wærenskjold | Søren Wærenskjold            |
| 2e étape  | 20 août | Benet – Civray                              | étape de plaine              | 153           | Casper van Uden   | Søren Wærenskjold            |
| 3e étape  | 21 août | Civray – La Trimouille                      | étape de plaine              | 154           | Adam Holm         | Jordan Labrosse              |
| 4e étape  | 22 août | Sainte-Sévère-sur-Indre – Chaillac          | étape vallonnée              | 143           | Thomas Gloag      | Thomas Gloag                 |
| 5e étape  | 23 août | Gueugnon – Saint-Vallier                    | contre-la-montre par équipes | 28            | Allemagne espoirs | Michel Hessmann              |
| 6e étape  | 24 août | Saint-Amour – Oyonnax                       | étape de moyenne montagne    | 123           | Romain Grégoire   | Michel Hessmann              |
| 7e étape  | 26 août | Thonon-les-Bains – Saint François Longchamp | étape de montagne            | 177           | Cian Uijtdebroeks | Michel Hessmann              |
| 8e étape  | 27 août | Ugine – station de La Toussuire             | étape de montagne            | 100           | Cian Uijtdebroeks | Cian Uijtdebroeks            |
| 9e étape  | 28 août | Bessans – Villaroger                        | étape de montagne            | 133           | Lorenzo Milesi    | Cian Uijtdebroeks            |

## Déroulement de la course

### Prologue
Le prologue, nommé prélude par l'organisation, se déroule en soirée sous la forme d'un contre-la-montre par équipes qui ne compte pas pour le classement général individuel. Seul le classement général par équipes est calculé et les maillots distinctifs sont également attribués.
| \| Classement de l'étape \| Classement de l'étape \| Classement de l'étape \| Classement de l'étape \| Classement de l'étape \| Classement de l'étape \| \| Équipe \| Équipe \| Pays \| Temps \| Écart de temps \| Vitesse moy. \| \| --------------------- \| ------------------------ \| --------------------- \| --------------------- \| --------------------- \| --------------------- \| \| 1re \| Pays-Bas espoirs \| Pays-Bas \| 3 min 51 s \| \| 60.779 km/h \| \| 2e \| Norvège espoirs \| Norvège \| \| + 4 s \| 59.745 km/h \| \| 3e \| Grande-Bretagne espoirs \| Royaume-Uni \| \| + 4 s \| 59.745 km/h \| \| 4e \| Pays de la Loire espoirs \| France \| \| + 6 s \| 59.241 km/h \| \| 5e \| Tchéquie espoirs \| Tchéquie \| \| + 10 s \| 58.257 km/h \| \| 6e \| Italie espoirs \| Italie \| \| + 10 s \| 58.257 km/h \| \| 7e \| Allemagne espoirs \| Allemagne \| \| + 10 s \| 58.257 km/h \| \| 8e \| France espoirs \| France \| \| + 11 s \| 58.017 km/h \| \| 9e \| Luxembourg espoirs \| Luxembourg \| \| + 12 s \| 57.778 km/h \| \| 10e \| Australie espoirs \| Australie \| \| + 12 s \| 57.778 km/h \| |                          |             |            |                |              |
| |                          |             |            |                |              |
| |                          |             |            |                |              |
| Classement de l'étape |                          |             |            |                |              |
| Équipe | Équipe                   | Pays        | Temps      | Écart de temps | Vitesse moy. |
| 1re | Pays-Bas espoirs         | Pays-Bas    | 3 min 51 s |                | 60.779 km/h  |
| 2e | Norvège espoirs          | Norvège     |            | + 4 s          | 59.745 km/h  |
| 3e | Grande-Bretagne espoirs  | Royaume-Uni |            | + 4 s          | 59.745 km/h  |
| 4e | Pays de la Loire espoirs | France      |            | + 6 s          | 59.241 km/h  |
| 5e | Tchéquie espoirs         | Tchéquie    |            | + 10 s         | 58.257 km/h  |
| 6e | Italie espoirs           | Italie      |            | + 10 s         | 58.257 km/h  |
| 7e | Allemagne espoirs        | Allemagne   |            | + 10 s         | 58.257 km/h  |
| 8e | France espoirs           | France      |            | + 11 s         | 58.017 km/h  |
| 9e | Luxembourg espoirs       | Luxembourg  |            | + 12 s         | 57.778 km/h  |
| 10e | Australie espoirs        | Australie   |            | + 12 s         | 57.778 km/h  |

### 1reétape
La première étape est favorable aux sprinteurs, avec une dernière ligne droite en faux plat de 800 mètres.
| \| Classement de l'étape \| Classement de l'étape \| Classement de l'étape \| Classement de l'étape \| Classement de l'étape \| \| Coureur \| Coureur \| Pays \| Équipe \| Temps \| \| --------------------- \| ------------------------ \| --------------------- \| ----------------------- \| --------------------- \| \| 1er \| Søren Wærenskjold \| Norvège \| Norvège espoirs \| 2 h 32 min 23 s \| \| 2e \| Sebastian Kolze Changizi \| Danemark \| Danemark espoirs \| + 1 s \| \| 3e \| Samuel Watson \| Royaume-Uni \| Grande-Bretagne espoirs \| + 1 s \| \| 4e \| Thibau Nys \| Belgique \| Belgique espoirs \| + 1 s \| \| 5e \| Nicolás Gómez \| Colombie \| Colombie espoirs \| + 1 s \| \| 6e \| Casper van Uden \| Pays-Bas \| Pays-Bas espoirs \| + 1 s \| \| 7e \| Luke Lamperti \| États-Unis \| États-Unis espoirs \| + 1 s \| \| 8e \| Tim van Dijke \| Pays-Bas \| Pays-Bas espoirs \| + 1 s \| \| 9e \| Mathis Le Berre \| France \| France espoirs \| + 1 s \| \| 10e \| Jensen Plowright \| Australie \| Australie espoirs \| + 1 s \| |                          |             |                         |                 |
| |                          |             |                         |                 |
| |                          |             |                         |                 |
| Classement de l'étape |                          |             |                         |                 |
| Coureur | Coureur                  | Pays        | Équipe                  | Temps           |
| 1er | Søren Wærenskjold        | Norvège     | Norvège espoirs         | 2 h 32 min 23 s |
| 2e | Sebastian Kolze Changizi | Danemark    | Danemark espoirs        | + 1 s           |
| 3e | Samuel Watson            | Royaume-Uni | Grande-Bretagne espoirs | + 1 s           |
| 4e | Thibau Nys               | Belgique    | Belgique espoirs        | + 1 s           |
| 5e | Nicolás Gómez            | Colombie    | Colombie espoirs        | + 1 s           |
| 6e | Casper van Uden          | Pays-Bas    | Pays-Bas espoirs        | + 1 s           |
| 7e | Luke Lamperti            | États-Unis  | États-Unis espoirs      | + 1 s           |
| 8e | Tim van Dijke            | Pays-Bas    | Pays-Bas espoirs        | + 1 s           |
| 9e | Mathis Le Berre          | France      | France espoirs          | + 1 s           |
| 10e | Jensen Plowright         | Australie   | Australie espoirs       | + 1 s           |

| \| Classement général \| Classement général \| Classement général \| Classement général \| Classement général \| \| Coureur \| Coureur \| Pays \| Équipe \| Temps \| \| ------------------ \| ------------------------ \| ------------------ \| ----------------------- \| ------------------ \| \| 1er \| Søren Wærenskjold \| Norvège \| Norvège espoirs \| 2 h 32 min 23 s \| \| 2e \| Sebastian Kolze Changizi \| Danemark \| Danemark espoirs \| + 1 s \| \| 3e \| Samuel Watson \| Royaume-Uni \| Grande-Bretagne espoirs \| + 1 s \| \| 4e \| Thibau Nys \| Belgique \| Belgique espoirs \| + 1 s \| \| 5e \| Nicolás Gómez \| Colombie \| Colombie espoirs \| + 1 s \| \| 6e \| Casper van Uden \| Pays-Bas \| Pays-Bas espoirs \| + 1 s \| \| 7e \| Luke Lamperti \| États-Unis \| États-Unis espoirs \| + 1 s \| \| 8e \| Tim van Dijke \| Pays-Bas \| Pays-Bas espoirs \| + 1 s \| \| 9e \| Mathis Le Berre \| France \| France espoirs \| + 1 s \| \| 10e \| Jensen Plowright \| Australie \| Australie espoirs \| + 1 s \| |                          |             |                         |                 |
| |                          |             |                         |                 |
| |                          |             |                         |                 |
| Classement général |                          |             |                         |                 |
| Coureur | Coureur                  | Pays        | Équipe                  | Temps           |
| 1er | Søren Wærenskjold        | Norvège     | Norvège espoirs         | 2 h 32 min 23 s |
| 2e | Sebastian Kolze Changizi | Danemark    | Danemark espoirs        | + 1 s           |
| 3e | Samuel Watson            | Royaume-Uni | Grande-Bretagne espoirs | + 1 s           |
| 4e | Thibau Nys               | Belgique    | Belgique espoirs        | + 1 s           |
| 5e | Nicolás Gómez            | Colombie    | Colombie espoirs        | + 1 s           |
| 6e | Casper van Uden          | Pays-Bas    | Pays-Bas espoirs        | + 1 s           |
| 7e | Luke Lamperti            | États-Unis  | États-Unis espoirs      | + 1 s           |
| 8e | Tim van Dijke            | Pays-Bas    | Pays-Bas espoirs        | + 1 s           |
| 9e | Mathis Le Berre          | France      | France espoirs          | + 1 s           |
| 10e | Jensen Plowright         | Australie   | Australie espoirs       | + 1 s           |

### 2eétape
Le parcours de l'étape est favorable aux sprinteurs, avec un final sur un circuit de 7 kilomètres.
| \| Classement de l'étape \| Classement de l'étape \| Classement de l'étape \| Classement de l'étape \| Classement de l'étape \| \| Coureur \| Coureur \| Pays \| Équipe \| Temps \| \| --------------------- \| ------------------------ \| --------------------- \| ----------------------- \| --------------------- \| \| 1er \| Casper van Uden \| Pays-Bas \| Pays-Bas espoirs \| 3 h 19 min 52 s \| \| 2e \| Sebastian Kolze Changizi \| Danemark \| Danemark espoirs \| + 0 s \| \| 3e \| Samuel Watson \| Royaume-Uni \| Grande-Bretagne espoirs \| + 0 s \| \| 4e \| Nicolás Gómez \| Colombie \| Colombie espoirs \| + 0 s \| \| 5e \| Luke Lamperti \| États-Unis \| États-Unis espoirs \| + 0 s \| \| 6e \| Søren Wærenskjold \| Norvège \| Norvège espoirs \| + 0 s \| \| 7e \| Mathias Vacek \| Tchéquie \| Tchéquie espoirs \| + 0 s \| \| 8e \| Jensen Plowright \| Australie \| Australie espoirs \| + 0 s \| \| 9e \| Stian Fredheim \| Norvège \| Norvège espoirs \| + 0 s \| \| 10e \| Arnaud Tendon \| Suisse \| Suisse espoirs \| + 0 s \| |                          |             |                         |                 |
| |                          |             |                         |                 |
| |                          |             |                         |                 |
| Classement de l'étape |                          |             |                         |                 |
| Coureur | Coureur                  | Pays        | Équipe                  | Temps           |
| 1er | Casper van Uden          | Pays-Bas    | Pays-Bas espoirs        | 3 h 19 min 52 s |
| 2e | Sebastian Kolze Changizi | Danemark    | Danemark espoirs        | + 0 s           |
| 3e | Samuel Watson            | Royaume-Uni | Grande-Bretagne espoirs | + 0 s           |
| 4e | Nicolás Gómez            | Colombie    | Colombie espoirs        | + 0 s           |
| 5e | Luke Lamperti            | États-Unis  | États-Unis espoirs      | + 0 s           |
| 6e | Søren Wærenskjold        | Norvège     | Norvège espoirs         | + 0 s           |
| 7e | Mathias Vacek            | Tchéquie    | Tchéquie espoirs        | + 0 s           |
| 8e | Jensen Plowright         | Australie   | Australie espoirs       | + 0 s           |
| 9e | Stian Fredheim           | Norvège     | Norvège espoirs         | + 0 s           |
| 10e | Arnaud Tendon            | Suisse      | Suisse espoirs          | + 0 s           |

| \| Classement général \| Classement général \| Classement général \| Classement général \| Classement général \| \| Coureur \| Coureur \| Pays \| Équipe \| Temps \| \| ------------------ \| ------------------------ \| ------------------ \| ----------------------- \| ------------------ \| \| 1er \| Søren Wærenskjold \| Norvège \| Norvège espoirs \| 5 h 52 min 15 s \| \| 2e \| Sebastian Kolze Changizi \| Danemark \| Danemark espoirs \| + 1 s \| \| 3e \| Samuel Watson \| Royaume-Uni \| Grande-Bretagne espoirs \| + 1 s \| \| 4e \| Casper van Uden \| Pays-Bas \| Pays-Bas espoirs \| + 1 s \| \| 5e \| Nicolás Gómez \| Colombie \| Colombie espoirs \| + 1 s \| \| 6e \| Luke Lamperti \| États-Unis \| États-Unis espoirs \| + 1 s \| \| 7e \| Jensen Plowright \| Australie \| Australie espoirs \| + 1 s \| \| 8e \| Stian Fredheim \| Norvège \| Norvège espoirs \| + 1 s \| \| 9e \| Matthew Dinham \| Australie \| Australie espoirs \| + 1 s \| \| 10e \| Petr Kelemen \| Tchéquie \| Tchéquie espoirs \| + 1 s \| |                          |             |                         |                 |
| |                          |             |                         |                 |
| |                          |             |                         |                 |
| Classement général |                          |             |                         |                 |
| Coureur | Coureur                  | Pays        | Équipe                  | Temps           |
| 1er | Søren Wærenskjold        | Norvège     | Norvège espoirs         | 5 h 52 min 15 s |
| 2e | Sebastian Kolze Changizi | Danemark    | Danemark espoirs        | + 1 s           |
| 3e | Samuel Watson            | Royaume-Uni | Grande-Bretagne espoirs | + 1 s           |
| 4e | Casper van Uden          | Pays-Bas    | Pays-Bas espoirs        | + 1 s           |
| 5e | Nicolás Gómez            | Colombie    | Colombie espoirs        | + 1 s           |
| 6e | Luke Lamperti            | États-Unis  | États-Unis espoirs      | + 1 s           |
| 7e | Jensen Plowright         | Australie   | Australie espoirs       | + 1 s           |
| 8e | Stian Fredheim           | Norvège     | Norvège espoirs         | + 1 s           |
| 9e | Matthew Dinham           | Australie   | Australie espoirs       | + 1 s           |
| 10e | Petr Kelemen             | Tchéquie    | Tchéquie espoirs        | + 1 s           |

### 3eétape
L'étape comporte 1 124 mètres de dénivelé avec une possibilité de bordures.
| \| Classement de l'étape \| Classement de l'étape \| Classement de l'étape \| Classement de l'étape \| Classement de l'étape \| \| Coureur \| Coureur \| Pays \| Équipe \| Temps \| \| --------------------- \| --------------------- \| --------------------- \| ---------------------------- \| --------------------- \| \| 1er \| Adam Holm \| Danemark \| Danemark espoirs \| 3 h 27 min 02 s \| \| 2e \| Jordan Labrosse \| France \| Auvergne-Rhône-Alpes espoirs \| + 0 s \| \| 3e \| Petr Kelemen \| Tchéquie \| Tchéquie espoirs \| + 1 s \| \| 4e \| Baptiste Vadic \| France \| Pays de la Loire espoirs \| + 4 s \| \| 5e \| Romain Grégoire \| France \| France espoirs \| + 4 s \| \| 6e \| Casper van Uden \| Pays-Bas \| Pays-Bas espoirs \| + 4 s \| \| 7e \| Jensen Plowright \| Australie \| Australie espoirs \| + 4 s \| \| 8e \| Stian Fredheim \| Norvège \| Norvège espoirs \| + 4 s \| \| 9e \| Loe van Belle \| Pays-Bas \| Pays-Bas espoirs \| + 4 s \| \| 10e \| Jon Barrenetxea \| Espagne \| Espagne espoirs \| + 4 s \| |                  |           |                              |                 |
| |                  |           |                              |                 |
| |                  |           |                              |                 |
| Classement de l'étape |                  |           |                              |                 |
| Coureur | Coureur          | Pays      | Équipe                       | Temps           |
| 1er | Adam Holm        | Danemark  | Danemark espoirs             | 3 h 27 min 02 s |
| 2e | Jordan Labrosse  | France    | Auvergne-Rhône-Alpes espoirs | + 0 s           |
| 3e | Petr Kelemen     | Tchéquie  | Tchéquie espoirs             | + 1 s           |
| 4e | Baptiste Vadic   | France    | Pays de la Loire espoirs     | + 4 s           |
| 5e | Romain Grégoire  | France    | France espoirs               | + 4 s           |
| 6e | Casper van Uden  | Pays-Bas  | Pays-Bas espoirs             | + 4 s           |
| 7e | Jensen Plowright | Australie | Australie espoirs            | + 4 s           |
| 8e | Stian Fredheim   | Norvège   | Norvège espoirs              | + 4 s           |
| 9e | Loe van Belle    | Pays-Bas  | Pays-Bas espoirs             | + 4 s           |
| 10e | Jon Barrenetxea  | Espagne   | Espagne espoirs              | + 4 s           |

| \| Classement général \| Classement général \| Classement général \| Classement général \| Classement général \| \| Coureur \| Coureur \| Pays \| Équipe \| Temps \| \| ------------------ \| ------------------------ \| ------------------ \| ---------------------------- \| ------------------ \| \| 1er \| Jordan Labrosse \| France \| Auvergne-Rhône-Alpes espoirs \| 9 h 19 min 18 s \| \| 2e \| Petr Kelemen \| Tchéquie \| Tchéquie espoirs \| + 1 s \| \| 3e \| Søren Wærenskjold \| Norvège \| Norvège espoirs \| + 3 s \| \| 4e \| Casper van Uden \| Pays-Bas \| Pays-Bas espoirs \| + 4 s \| \| 5e \| Samuel Watson \| Royaume-Uni \| Grande-Bretagne espoirs \| + 4 s \| \| 6e \| Jensen Plowright \| Australie \| Australie espoirs \| + 4 s \| \| 7e \| Stian Fredheim \| Norvège \| Norvège espoirs \| + 4 s \| \| 8e \| Luke Lamperti \| États-Unis \| États-Unis espoirs \| + 4 s \| \| 9e \| Sebastian Kolze Changizi \| Danemark \| Danemark espoirs \| + 4 s \| \| 10e \| Baptiste Vadic \| France \| Pays de la Loire espoirs \| + 4 s \| |                          |             |                              |                 |
| |                          |             |                              |                 |
| |                          |             |                              |                 |
| Classement général |                          |             |                              |                 |
| Coureur | Coureur                  | Pays        | Équipe                       | Temps           |
| 1er | Jordan Labrosse          | France      | Auvergne-Rhône-Alpes espoirs | 9 h 19 min 18 s |
| 2e | Petr Kelemen             | Tchéquie    | Tchéquie espoirs             | + 1 s           |
| 3e | Søren Wærenskjold        | Norvège     | Norvège espoirs              | + 3 s           |
| 4e | Casper van Uden          | Pays-Bas    | Pays-Bas espoirs             | + 4 s           |
| 5e | Samuel Watson            | Royaume-Uni | Grande-Bretagne espoirs      | + 4 s           |
| 6e | Jensen Plowright         | Australie   | Australie espoirs            | + 4 s           |
| 7e | Stian Fredheim           | Norvège     | Norvège espoirs              | + 4 s           |
| 8e | Luke Lamperti            | États-Unis  | États-Unis espoirs           | + 4 s           |
| 9e | Sebastian Kolze Changizi | Danemark    | Danemark espoirs             | + 4 s           |
| 10e | Baptiste Vadic           | France      | Pays de la Loire espoirs     | + 4 s           |

### 4eétape
Le parcours de cette étape est vallonné avec un circuit final exigeant.
| \| Classement de l'étape \| Classement de l'étape \| Classement de l'étape \| Classement de l'étape \| Classement de l'étape \| \| Coureur \| Coureur \| Pays \| Équipe \| Temps \| \| --------------------- \| ------------------------ \| --------------------- \| ----------------------- \| --------------------- \| \| 1er \| Thomas Gloag \| Royaume-Uni \| Grande-Bretagne espoirs \| 3 h 12 min 27 s \| \| 2e \| Adam Holm \| Danemark \| Danemark espoirs \| + 0 s \| \| 3e \| Michel Hessmann \| Allemagne \| Allemagne espoirs \| + 3 s \| \| 4e \| Casper van Uden \| Pays-Bas \| Pays-Bas espoirs \| + 29 s \| \| 5e \| Sebastian Kolze Changizi \| Danemark \| Danemark espoirs \| + 30 s \| \| 6e \| Søren Wærenskjold \| Norvège \| Norvège espoirs \| + 32 s \| \| 7e \| Mats Wenzel \| Luxembourg \| Luxembourg espoirs \| + 35 s \| \| 8e \| Samuel Watson \| Royaume-Uni \| Grande-Bretagne espoirs \| + 36 s \| \| 9e \| Rick Pluimers \| Pays-Bas \| Pays-Bas espoirs \| + 36 s \| \| 10e \| Stian Fredheim \| Norvège \| Norvège espoirs \| + 36 s \| |                          |             |                         |                 |
| |                          |             |                         |                 |
| |                          |             |                         |                 |
| Classement de l'étape |                          |             |                         |                 |
| Coureur | Coureur                  | Pays        | Équipe                  | Temps           |
| 1er | Thomas Gloag             | Royaume-Uni | Grande-Bretagne espoirs | 3 h 12 min 27 s |
| 2e | Adam Holm                | Danemark    | Danemark espoirs        | + 0 s           |
| 3e | Michel Hessmann          | Allemagne   | Allemagne espoirs       | + 3 s           |
| 4e | Casper van Uden          | Pays-Bas    | Pays-Bas espoirs        | + 29 s          |
| 5e | Sebastian Kolze Changizi | Danemark    | Danemark espoirs        | + 30 s          |
| 6e | Søren Wærenskjold        | Norvège     | Norvège espoirs         | + 32 s          |
| 7e | Mats Wenzel              | Luxembourg  | Luxembourg espoirs      | + 35 s          |
| 8e | Samuel Watson            | Royaume-Uni | Grande-Bretagne espoirs | + 36 s          |
| 9e | Rick Pluimers            | Pays-Bas    | Pays-Bas espoirs        | + 36 s          |
| 10e | Stian Fredheim           | Norvège     | Norvège espoirs         | + 36 s          |

| \| Classement général \| Classement général \| Classement général \| Classement général \| Classement général \| \| Coureur \| Coureur \| Pays \| Équipe \| Temps \| \| ------------------ \| ------------------------ \| ------------------ \| ----------------------- \| ------------------ \| \| 1er \| Thomas Gloag \| Royaume-Uni \| Grande-Bretagne espoirs \| 12 h 31 min 49 s \| \| 2e \| Michel Hessmann \| Allemagne \| Allemagne espoirs \| + 3 s \| \| 3e \| Casper van Uden \| Pays-Bas \| Pays-Bas espoirs \| + 29 s \| \| 4e \| Sebastian Kolze Changizi \| Danemark \| Danemark espoirs \| + 30 s \| \| 5e \| Søren Wærenskjold \| Norvège \| Norvège espoirs \| + 31 s \| \| 6e \| Petr Kelemen \| Tchéquie \| Tchéquie espoirs \| + 33 s \| \| 7e \| Samuel Watson \| Royaume-Uni \| Grande-Bretagne espoirs \| + 36 s \| \| 8e \| Stian Fredheim \| Norvège \| Norvège espoirs \| + 36 s \| \| 9e \| Luke Lamperti \| États-Unis \| États-Unis espoirs \| + 36 s \| \| 10e \| Rick Pluimers \| Pays-Bas \| Pays-Bas espoirs \| + 36 s \| |                          |             |                         |                  |
| |                          |             |                         |                  |
| |                          |             |                         |                  |
| Classement général |                          |             |                         |                  |
| Coureur | Coureur                  | Pays        | Équipe                  | Temps            |
| 1er | Thomas Gloag             | Royaume-Uni | Grande-Bretagne espoirs | 12 h 31 min 49 s |
| 2e | Michel Hessmann          | Allemagne   | Allemagne espoirs       | + 3 s            |
| 3e | Casper van Uden          | Pays-Bas    | Pays-Bas espoirs        | + 29 s           |
| 4e | Sebastian Kolze Changizi | Danemark    | Danemark espoirs        | + 30 s           |
| 5e | Søren Wærenskjold        | Norvège     | Norvège espoirs         | + 31 s           |
| 6e | Petr Kelemen             | Tchéquie    | Tchéquie espoirs        | + 33 s           |
| 7e | Samuel Watson            | Royaume-Uni | Grande-Bretagne espoirs | + 36 s           |
| 8e | Stian Fredheim           | Norvège     | Norvège espoirs         | + 36 s           |
| 9e | Luke Lamperti            | États-Unis  | États-Unis espoirs      | + 36 s           |
| 10e | Rick Pluimers            | Pays-Bas    | Pays-Bas espoirs        | + 36 s           |

### 5eétape
Les écarts du contre-la-montre par équipes tracé sur près de 28 kilomètres sont limités à 2 minutes pour les 4 premiers de chaque équipe.
| \| Classement de l'étape \| Classement de l'étape \| Classement de l'étape \| Classement de l'étape \| Classement de l'étape \| Classement de l'étape \| \| Équipe \| Équipe \| Pays \| Temps \| Écart de temps \| Vitesse moy. \| \| --------------------- \| ----------------------- \| --------------------- \| --------------------- \| --------------------- \| --------------------- \| \| 1re \| Allemagne espoirs \| Allemagne \| 32 min 43 s \| 32 min 43 s \| 51.167 km/h \| \| 2e \| Belgique espoirs \| Belgique \| 32 min 45 s \| + 2 s \| 51.115 km/h \| \| 3e \| Norvège espoirs \| Norvège \| 33 min 06 s \| + 23 s \| 50.547 km/h \| \| 4e \| Grande-Bretagne espoirs \| Royaume-Uni \| 33 min 11 s \| + 28 s \| 50.447 km/h \| \| 5e \| Pays-Bas espoirs \| Pays-Bas \| 33 min 17 s \| + 34 s \| 50.295 km/h \| \| 6e \| Danemark espoirs \| Danemark \| 33 min 32 s \| + 49 s \| 49.920 km/h \| \| 7e \| Tchéquie espoirs \| Tchéquie \| 33 min 35 s \| + 52 s \| 49.846 km/h \| \| 8e \| Italie espoirs \| Italie \| 33 min 39 s \| + 56 s \| 49.747 km/h \| \| 9e \| France espoirs \| France \| 33 min 47 s \| + 1 min 04 s \| 49.551 km/h \| \| 10e \| Luxembourg espoirs \| Luxembourg \| 33 min 51 s \| + 1 min 08 s \| 49.453 km/h \| |                         |             |             |                |              |
| |                         |             |             |                |              |
| |                         |             |             |                |              |
| Classement de l'étape |                         |             |             |                |              |
| Équipe | Équipe                  | Pays        | Temps       | Écart de temps | Vitesse moy. |
| 1re | Allemagne espoirs       | Allemagne   | 32 min 43 s | 32 min 43 s    | 51.167 km/h  |
| 2e | Belgique espoirs        | Belgique    | 32 min 45 s | + 2 s          | 51.115 km/h  |
| 3e | Norvège espoirs         | Norvège     | 33 min 06 s | + 23 s         | 50.547 km/h  |
| 4e | Grande-Bretagne espoirs | Royaume-Uni | 33 min 11 s | + 28 s         | 50.447 km/h  |
| 5e | Pays-Bas espoirs        | Pays-Bas    | 33 min 17 s | + 34 s         | 50.295 km/h  |
| 6e | Danemark espoirs        | Danemark    | 33 min 32 s | + 49 s         | 49.920 km/h  |
| 7e | Tchéquie espoirs        | Tchéquie    | 33 min 35 s | + 52 s         | 49.846 km/h  |
| 8e | Italie espoirs          | Italie      | 33 min 39 s | + 56 s         | 49.747 km/h  |
| 9e | France espoirs          | France      | 33 min 47 s | + 1 min 04 s   | 49.551 km/h  |
| 10e | Luxembourg espoirs      | Luxembourg  | 33 min 51 s | + 1 min 08 s   | 49.453 km/h  |

| \| Classement général \| Classement général \| Classement général \| Classement général \| Classement général \| \| Coureur \| Coureur \| Pays \| Équipe \| Temps \| \| ------------------ \| ----------------------- \| ------------------ \| ----------------------- \| ------------------ \| \| 1er \| Michel Hessmann \| Allemagne \| Allemagne espoirs \| 13 h 04 min 35 s \| \| 2e \| Thomas Gloag \| Royaume-Uni \| Grande-Bretagne espoirs \| + 25 s \| \| 3e \| Hannes Wilksch \| Allemagne \| Allemagne espoirs \| + 33 s \| \| 4e \| Luis-Joe Lührs \| Allemagne \| Allemagne espoirs \| + 33 s \| \| 5e \| Georg Steinhauser \| Allemagne \| Allemagne espoirs \| + 33 s \| \| 6e \| Lennert Van Eetvelt \| Belgique \| Belgique espoirs \| + 35 s \| \| 7e \| Junior Lecerf \| Belgique \| Belgique espoirs \| + 48 s \| \| 8e \| Søren Wærenskjold \| Norvège \| Norvège espoirs \| + 51 s \| \| 9e \| Johannes Staune-Mittet \| Norvège \| Norvège espoirs \| + 56 s \| \| 10e \| Embret Svestad-Bårdseng \| Norvège \| Norvège espoirs \| + 56 s \| |                         |             |                         |                  |
| |                         |             |                         |                  |
| |                         |             |                         |                  |
| Classement général |                         |             |                         |                  |
| Coureur | Coureur                 | Pays        | Équipe                  | Temps            |
| 1er | Michel Hessmann         | Allemagne   | Allemagne espoirs       | 13 h 04 min 35 s |
| 2e | Thomas Gloag            | Royaume-Uni | Grande-Bretagne espoirs | + 25 s           |
| 3e | Hannes Wilksch          | Allemagne   | Allemagne espoirs       | + 33 s           |
| 4e | Luis-Joe Lührs          | Allemagne   | Allemagne espoirs       | + 33 s           |
| 5e | Georg Steinhauser       | Allemagne   | Allemagne espoirs       | + 33 s           |
| 6e | Lennert Van Eetvelt     | Belgique    | Belgique espoirs        | + 35 s           |
| 7e | Junior Lecerf           | Belgique    | Belgique espoirs        | + 48 s           |
| 8e | Søren Wærenskjold       | Norvège     | Norvège espoirs         | + 51 s           |
| 9e | Johannes Staune-Mittet  | Norvège     | Norvège espoirs         | + 56 s           |
| 10e | Embret Svestad-Bårdseng | Norvège     | Norvège espoirs         | + 56 s           |

### 6eétape
Cette étape de moyenne montagne prévoit plus de 2 500 mètres de dénivelé. Le sommet de la dernière côte est situé à 6 kilomètres de l'arrivée.
| \| Classement de l'étape \| Classement de l'étape \| Classement de l'étape \| Classement de l'étape \| Classement de l'étape \| \| Coureur \| Coureur \| Pays \| Équipe \| Temps \| \| --------------------- \| --------------------- \| --------------------- \| ----------------------- \| --------------------- \| \| 1er \| Romain Grégoire \| France \| France espoirs \| 3 h 04 min 08 s \| \| 2e \| Loe van Belle \| Pays-Bas \| Pays-Bas espoirs \| + 0 s \| \| 3e \| Davide Piganzoli \| Italie \| Italie espoirs \| + 0 s \| \| 4e \| Michel Hessmann \| Allemagne \| Allemagne espoirs \| + 0 s \| \| 5e \| Matthew Dinham \| Australie \| Australie espoirs \| + 0 s \| \| 6e \| Thomas Gloag \| Royaume-Uni \| Grande-Bretagne espoirs \| + 0 s \| \| 7e \| Harold Martín López \| Équateur \| Équateur espoirs \| + 0 s \| \| 8e \| Alexander Hajek \| Autriche \| Autriche espoirs \| + 0 s \| \| 9e \| Lennert Van Eetvelt \| Belgique \| Belgique espoirs \| + 0 s \| \| 10e \| Alex Baudin \| France \| France espoirs \| + 0 s \| |                     |             |                         |                 |
| |                     |             |                         |                 |
| |                     |             |                         |                 |
| Classement de l'étape |                     |             |                         |                 |
| Coureur | Coureur             | Pays        | Équipe                  | Temps           |
| 1er | Romain Grégoire     | France      | France espoirs          | 3 h 04 min 08 s |
| 2e | Loe van Belle       | Pays-Bas    | Pays-Bas espoirs        | + 0 s           |
| 3e | Davide Piganzoli    | Italie      | Italie espoirs          | + 0 s           |
| 4e | Michel Hessmann     | Allemagne   | Allemagne espoirs       | + 0 s           |
| 5e | Matthew Dinham      | Australie   | Australie espoirs       | + 0 s           |
| 6e | Thomas Gloag        | Royaume-Uni | Grande-Bretagne espoirs | + 0 s           |
| 7e | Harold Martín López | Équateur    | Équateur espoirs        | + 0 s           |
| 8e | Alexander Hajek     | Autriche    | Autriche espoirs        | + 0 s           |
| 9e | Lennert Van Eetvelt | Belgique    | Belgique espoirs        | + 0 s           |
| 10e | Alex Baudin         | France      | France espoirs          | + 0 s           |

| \| Classement général \| Classement général \| Classement général \| Classement général \| Classement général \| \| Coureur \| Coureur \| Pays \| Équipe \| Temps \| \| ------------------ \| ---------------------- \| ------------------ \| ----------------------- \| ------------------ \| \| 1er \| Michel Hessmann \| Allemagne \| Allemagne espoirs \| 16 h 08 min 43 s \| \| 2e \| Thomas Gloag \| Royaume-Uni \| Grande-Bretagne espoirs \| + 25 s \| \| 3e \| Hannes Wilksch \| Allemagne \| Allemagne espoirs \| + 33 s \| \| 4e \| Lennert Van Eetvelt \| Belgique \| Belgique espoirs \| + 35 s \| \| 5e \| Junior Lecerf \| Belgique \| Belgique espoirs \| + 48 s \| \| 6e \| Johannes Staune-Mittet \| Norvège \| Norvège espoirs \| + 56 s \| \| 7e \| Leo Hayter \| Royaume-Uni \| Grande-Bretagne espoirs \| + 1 min 01 s \| \| 8e \| Loe van Belle \| Pays-Bas \| Pays-Bas espoirs \| + 1 min 07 s \| \| 9e \| Cian Uijtdebroeks \| Belgique \| Belgique espoirs \| + 1 min 16 s \| \| 10e \| Davide Piganzoli \| Italie \| Italie espoirs \| + 1 min 29 s \| |                        |             |                         |                  |
| |                        |             |                         |                  |
| |                        |             |                         |                  |
| Classement général |                        |             |                         |                  |
| Coureur | Coureur                | Pays        | Équipe                  | Temps            |
| 1er | Michel Hessmann        | Allemagne   | Allemagne espoirs       | 16 h 08 min 43 s |
| 2e | Thomas Gloag           | Royaume-Uni | Grande-Bretagne espoirs | + 25 s           |
| 3e | Hannes Wilksch         | Allemagne   | Allemagne espoirs       | + 33 s           |
| 4e | Lennert Van Eetvelt    | Belgique    | Belgique espoirs        | + 35 s           |
| 5e | Junior Lecerf          | Belgique    | Belgique espoirs        | + 48 s           |
| 6e | Johannes Staune-Mittet | Norvège     | Norvège espoirs         | + 56 s           |
| 7e | Leo Hayter             | Royaume-Uni | Grande-Bretagne espoirs | + 1 min 01 s     |
| 8e | Loe van Belle          | Pays-Bas    | Pays-Bas espoirs        | + 1 min 07 s     |
| 9e | Cian Uijtdebroeks      | Belgique    | Belgique espoirs        | + 1 min 16 s     |
| 10e | Davide Piganzoli       | Italie      | Italie espoirs          | + 1 min 29 s     |

### 7eétape
La première étape de montagne est également la plus longue de la course et se termine par la montée du col de la Madeleine (15,3 km à 8 % de moyenne).
| \| Classement de l'étape \| Classement de l'étape \| Classement de l'étape \| Classement de l'étape \| Classement de l'étape \| \| Coureur \| Coureur \| Pays \| Équipe \| Temps \| \| --------------------- \| ---------------------- \| --------------------- \| --------------------- \| --------------------- \| \| 1er \| Cian Uijtdebroeks \| Belgique \| Belgique espoirs \| 4 h 27 min 28 s \| \| 2e \| Davide Piganzoli \| Italie \| Italie espoirs \| + 1 min 16 s \| \| 3e \| Michel Hessmann \| Allemagne \| Allemagne espoirs \| + 1 min 25 s \| \| 4e \| Alessandro Fancellu \| Italie \| Italie espoirs \| + 1 min 36 s \| \| 5e \| Archie Ryan \| Irlande \| Irlande espoirs \| + 1 min 36 s \| \| 6e \| Johannes Staune-Mittet \| Norvège \| Norvège espoirs \| + 1 min 40 s \| \| 7e \| Mathias Vacek \| Tchéquie \| Tchéquie espoirs \| + 1 min 40 s \| \| 8e \| Mats Wenzel \| Luxembourg \| Luxembourg espoirs \| + 2 min 05 s \| \| 9e \| Enekoitz Azparren \| Espagne \| Espagne espoirs \| + 2 min 13 s \| \| 10e \| Loe van Belle \| Pays-Bas \| Pays-Bas espoirs \| + 2 min 16 s \| |                        |            |                    |                 |
| |                        |            |                    |                 |
| |                        |            |                    |                 |
| Classement de l'étape |                        |            |                    |                 |
| Coureur | Coureur                | Pays       | Équipe             | Temps           |
| 1er | Cian Uijtdebroeks      | Belgique   | Belgique espoirs   | 4 h 27 min 28 s |
| 2e | Davide Piganzoli       | Italie     | Italie espoirs     | + 1 min 16 s    |
| 3e | Michel Hessmann        | Allemagne  | Allemagne espoirs  | + 1 min 25 s    |
| 4e | Alessandro Fancellu    | Italie     | Italie espoirs     | + 1 min 36 s    |
| 5e | Archie Ryan            | Irlande    | Irlande espoirs    | + 1 min 36 s    |
| 6e | Johannes Staune-Mittet | Norvège    | Norvège espoirs    | + 1 min 40 s    |
| 7e | Mathias Vacek          | Tchéquie   | Tchéquie espoirs   | + 1 min 40 s    |
| 8e | Mats Wenzel            | Luxembourg | Luxembourg espoirs | + 2 min 05 s    |
| 9e | Enekoitz Azparren      | Espagne    | Espagne espoirs    | + 2 min 13 s    |
| 10e | Loe van Belle          | Pays-Bas   | Pays-Bas espoirs   | + 2 min 16 s    |

| \| Classement général \| Classement général \| Classement général \| Classement général \| Classement général \| \| Coureur \| Coureur \| Pays \| Équipe \| Temps \| \| ------------------ \| ---------------------- \| ------------------ \| ------------------ \| ------------------ \| \| 1er \| Michel Hessmann \| Allemagne \| Allemagne espoirs \| 20 h 37 min 36 s \| \| 2e \| Cian Uijtdebroeks \| Belgique \| Belgique espoirs \| + 11 s \| \| 3e \| Johannes Staune-Mittet \| Norvège \| Norvège espoirs \| + 1 min 11 s \| \| 4e \| Davide Piganzoli \| Italie \| Italie espoirs \| + 1 min 20 s \| \| 5e \| Loe van Belle \| Pays-Bas \| Pays-Bas espoirs \| + 1 min 58 s \| \| 6e \| Alessandro Fancellu \| Italie \| Italie espoirs \| + 2 min 11 s \| \| 7e \| Mathias Vacek \| Tchéquie \| Tchéquie espoirs \| + 2 min 11 s \| \| 8e \| Arthur Kluckers \| Luxembourg \| Luxembourg espoirs \| + 2 min 48 s \| \| 9e \| Archie Ryan \| Irlande \| Irlande espoirs \| + 3 min 03 s \| \| 10e \| Alex Baudin \| France \| France espoirs \| + 3 min 18 s \| |                        |            |                    |                  |
| |                        |            |                    |                  |
| |                        |            |                    |                  |
| Classement général |                        |            |                    |                  |
| Coureur | Coureur                | Pays       | Équipe             | Temps            |
| 1er | Michel Hessmann        | Allemagne  | Allemagne espoirs  | 20 h 37 min 36 s |
| 2e | Cian Uijtdebroeks      | Belgique   | Belgique espoirs   | + 11 s           |
| 3e | Johannes Staune-Mittet | Norvège    | Norvège espoirs    | + 1 min 11 s     |
| 4e | Davide Piganzoli       | Italie     | Italie espoirs     | + 1 min 20 s     |
| 5e | Loe van Belle          | Pays-Bas   | Pays-Bas espoirs   | + 1 min 58 s     |
| 6e | Alessandro Fancellu    | Italie     | Italie espoirs     | + 2 min 11 s     |
| 7e | Mathias Vacek          | Tchéquie   | Tchéquie espoirs   | + 2 min 11 s     |
| 8e | Arthur Kluckers        | Luxembourg | Luxembourg espoirs | + 2 min 48 s     |
| 9e | Archie Ryan            | Irlande    | Irlande espoirs    | + 3 min 03 s     |
| 10e | Alex Baudin            | France     | France espoirs     | + 3 min 18 s     |

### 8eétape
Tracée sur moins de 100 kilomètres pour rendre le format dynamique, l'étape inclut l’enchainement du col de la Madeleine dans le sens inverse de la veille et la montée vers La Toussuire (15,5 km à 7 % de moyenne).
| \| Classement de l'étape \| Classement de l'étape \| Classement de l'étape \| Classement de l'étape \| Classement de l'étape \| \| Coureur \| Coureur \| Pays \| Équipe \| Temps \| \| --------------------- \| ---------------------- \| --------------------- \| -------------------------- \| --------------------- \| \| 1er \| Cian Uijtdebroeks \| Belgique \| Belgique espoirs \| 2 h 45 min 17 s \| \| 2e \| Archie Ryan \| Irlande \| Irlande espoirs \| + 2 s \| \| 3e \| Johannes Staune-Mittet \| Norvège \| Norvège espoirs \| + 23 s \| \| 4e \| Davide Piganzoli \| Italie \| Italie espoirs \| + 1 min 21 s \| \| 5e \| Alessandro Fancellu \| Italie \| Italie espoirs \| + 1 min 59 s \| \| 6e \| Lenny Martinez \| France \| France espoirs \| + 2 min 08 s \| \| 7e \| Michel Hessmann \| Allemagne \| Allemagne espoirs \| + 2 min 11 s \| \| 8e \| Matthew Dinham \| Australie \| Australie espoirs \| + 3 min 01 s \| \| 9e \| Hannes Wilksch \| Allemagne \| Allemagne espoirs \| + 3 min 18 s \| \| 10e \| Hagos Welay Berhe \| Éthiopie \| Centre mondial du cyclisme \| + 4 min 00 s \| |                        |           |                            |                 |
| |                        |           |                            |                 |
| |                        |           |                            |                 |
| Classement de l'étape |                        |           |                            |                 |
| Coureur | Coureur                | Pays      | Équipe                     | Temps           |
| 1er | Cian Uijtdebroeks      | Belgique  | Belgique espoirs           | 2 h 45 min 17 s |
| 2e | Archie Ryan            | Irlande   | Irlande espoirs            | + 2 s           |
| 3e | Johannes Staune-Mittet | Norvège   | Norvège espoirs            | + 23 s          |
| 4e | Davide Piganzoli       | Italie    | Italie espoirs             | + 1 min 21 s    |
| 5e | Alessandro Fancellu    | Italie    | Italie espoirs             | + 1 min 59 s    |
| 6e | Lenny Martinez         | France    | France espoirs             | + 2 min 08 s    |
| 7e | Michel Hessmann        | Allemagne | Allemagne espoirs          | + 2 min 11 s    |
| 8e | Matthew Dinham         | Australie | Australie espoirs          | + 3 min 01 s    |
| 9e | Hannes Wilksch         | Allemagne | Allemagne espoirs          | + 3 min 18 s    |
| 10e | Hagos Welay Berhe      | Éthiopie  | Centre mondial du cyclisme | + 4 min 00 s    |

| \| Classement général \| Classement général \| Classement général \| Classement général \| Classement général \| \| Coureur \| Coureur \| Pays \| Équipe \| Temps \| \| ------------------ \| ---------------------- \| ------------------ \| ------------------ \| ------------------ \| \| 1er \| Cian Uijtdebroeks \| Belgique \| Belgique espoirs \| 23 h 23 min 04 s \| \| 2e \| Johannes Staune-Mittet \| Norvège \| Norvège espoirs \| + 1 min 23 s \| \| 3e \| Michel Hessmann \| Allemagne \| Allemagne espoirs \| + 2 min 00 s \| \| 4e \| Davide Piganzoli \| Italie \| Italie espoirs \| + 2 min 30 s \| \| 5e \| Archie Ryan \| Irlande \| Irlande espoirs \| + 2 min 54 s \| \| 6e \| Alessandro Fancellu \| Italie \| Italie espoirs \| + 3 min 59 s \| \| 7e \| Matthew Dinham \| Australie \| Australie espoirs \| + 6 min 23 s \| \| 8e \| Lenny Martinez \| France \| France espoirs \| + 7 min 01 s \| \| 9e \| Hannes Wilksch \| Allemagne \| Allemagne espoirs \| + 8 min 31 s \| \| 10e \| Mathias Vacek \| Tchéquie \| Tchéquie espoirs \| + 8 min 38 s \| |                        |           |                   |                  |
| |                        |           |                   |                  |
| |                        |           |                   |                  |
| Classement général |                        |           |                   |                  |
| Coureur | Coureur                | Pays      | Équipe            | Temps            |
| 1er | Cian Uijtdebroeks      | Belgique  | Belgique espoirs  | 23 h 23 min 04 s |
| 2e | Johannes Staune-Mittet | Norvège   | Norvège espoirs   | + 1 min 23 s     |
| 3e | Michel Hessmann        | Allemagne | Allemagne espoirs | + 2 min 00 s     |
| 4e | Davide Piganzoli       | Italie    | Italie espoirs    | + 2 min 30 s     |
| 5e | Archie Ryan            | Irlande   | Irlande espoirs   | + 2 min 54 s     |
| 6e | Alessandro Fancellu    | Italie    | Italie espoirs    | + 3 min 59 s     |
| 7e | Matthew Dinham         | Australie | Australie espoirs | + 6 min 23 s     |
| 8e | Lenny Martinez         | France    | France espoirs    | + 7 min 01 s     |
| 9e | Hannes Wilksch         | Allemagne | Allemagne espoirs | + 8 min 31 s     |
| 10e | Mathias Vacek          | Tchéquie  | Tchéquie espoirs  | + 8 min 38 s     |

### 9eétape
Après le départ, le parcours emmène les coureurs vers la Montée d'Aussois avant de revenir vers le col de la Madeleine, puis le col de l'Iseran. La descente de 40 kilomètres qui suit se termine à 5 kilomètres de l'arrivée à Villaroger, où est placée la dernière côte du Tour (4,5 km à 6.4 % de moyenne).
| \| Classement de l'étape \| Classement de l'étape \| Classement de l'étape \| Classement de l'étape \| Classement de l'étape \| \| Coureur \| Coureur \| Pays \| Équipe \| Temps \| \| --------------------- \| ----------------------- \| --------------------- \| --------------------- \| --------------------- \| \| 1er \| Lorenzo Milesi \| Italie \| Italie espoirs \| 3 h 23 min 59 s \| \| 2e \| Alec Segaert \| Belgique \| Belgique espoirs \| + 37 s \| \| 3e \| Ewen Costiou \| France \| France espoirs \| + 39 s \| \| 4e \| Embret Svestad-Bårdseng \| Norvège \| Norvège espoirs \| + 47 s \| \| 5e \| Hannes Wilksch \| Allemagne \| Allemagne espoirs \| + 49 s \| \| 6e \| Loe van Belle \| Pays-Bas \| Pays-Bas espoirs \| + 58 s \| \| 7e \| Romain Grégoire \| France \| France espoirs \| + 3 min 01 s \| \| 8e \| Harold Martín López \| Équateur \| Équateur espoirs \| + 3 min 01 s \| \| 9e \| Archie Ryan \| Irlande \| Irlande espoirs \| + 3 min 04 s \| \| 10e \| Lenny Martinez \| France \| France espoirs \| + 3 min 07 s \| |                         |           |                   |                 |
| |                         |           |                   |                 |
| |                         |           |                   |                 |
| Classement de l'étape |                         |           |                   |                 |
| Coureur | Coureur                 | Pays      | Équipe            | Temps           |
| 1er | Lorenzo Milesi          | Italie    | Italie espoirs    | 3 h 23 min 59 s |
| 2e | Alec Segaert            | Belgique  | Belgique espoirs  | + 37 s          |
| 3e | Ewen Costiou            | France    | France espoirs    | + 39 s          |
| 4e | Embret Svestad-Bårdseng | Norvège   | Norvège espoirs   | + 47 s          |
| 5e | Hannes Wilksch          | Allemagne | Allemagne espoirs | + 49 s          |
| 6e | Loe van Belle           | Pays-Bas  | Pays-Bas espoirs  | + 58 s          |
| 7e | Romain Grégoire         | France    | France espoirs    | + 3 min 01 s    |
| 8e | Harold Martín López     | Équateur  | Équateur espoirs  | + 3 min 01 s    |
| 9e | Archie Ryan             | Irlande   | Irlande espoirs   | + 3 min 04 s    |
| 10e | Lenny Martinez          | France    | France espoirs    | + 3 min 07 s    |

## Classements finals

### Classement général
| \| Classement général \| Classement général \| Classement général \| Classement général \| Classement général \| \| Coureur \| Coureur \| Pays \| Équipe \| Temps \| \| ------------------ \| ---------------------- \| ------------------ \| ------------------ \| ------------------ \| \| 1er \| Cian Uijtdebroeks \| Belgique \| Belgique espoirs \| 26 h 50 min 12 s \| \| 2e \| Johannes Staune-Mittet \| Norvège \| Norvège espoirs \| + 1 min 23 s \| \| 3e \| Michel Hessmann \| Allemagne \| Allemagne espoirs \| + 2 min 00 s \| \| 4e \| Archie Ryan \| Irlande \| Irlande espoirs \| + 2 min 49 s \| \| 5e \| Davide Piganzoli \| Italie \| Italie espoirs \| + 3 min 17 s \| \| 6e \| Alessandro Fancellu \| Italie \| Italie espoirs \| + 3 min 59 s \| \| 7e \| Hannes Wilksch \| Allemagne \| Allemagne espoirs \| + 6 min 11 s \| \| 8e \| Lenny Martinez \| France \| France espoirs \| + 6 min 59 s \| \| 9e \| Loe van Belle \| Pays-Bas \| Pays-Bas espoirs \| + 8 min 46 s \| \| 10e \| Mathias Vacek \| Tchéquie \| Tchéquie espoirs \| + 9 min 28 s \| |                        |           |                   |                  |
| |                        |           |                   |                  |
| Source : ProCyclingStats |                        |           |                   |                  |
| Classement général |                        |           |                   |                  |
| Coureur | Coureur                | Pays      | Équipe            | Temps            |
| 1er | Cian Uijtdebroeks      | Belgique  | Belgique espoirs  | 26 h 50 min 12 s |
| 2e | Johannes Staune-Mittet | Norvège   | Norvège espoirs   | + 1 min 23 s     |
| 3e | Michel Hessmann        | Allemagne | Allemagne espoirs | + 2 min 00 s     |
| 4e | Archie Ryan            | Irlande   | Irlande espoirs   | + 2 min 49 s     |
| 5e | Davide Piganzoli       | Italie    | Italie espoirs    | + 3 min 17 s     |
| 6e | Alessandro Fancellu    | Italie    | Italie espoirs    | + 3 min 59 s     |
| 7e | Hannes Wilksch         | Allemagne | Allemagne espoirs | + 6 min 11 s     |
| 8e | Lenny Martinez         | France    | France espoirs    | + 6 min 59 s     |
| 9e | Loe van Belle          | Pays-Bas  | Pays-Bas espoirs  | + 8 min 46 s     |
| 10e | Mathias Vacek          | Tchéquie  | Tchéquie espoirs  | + 9 min 28 s     |

| Classement par points | Classement par points    | Classement par points | Classement par points | Classement par points |
| Coureur               | Coureur                  | Pays                  | Équipe                | Points                |
| --------------------- | ------------------------ | --------------------- | --------------------- | --------------------- |
| 1er                   | Casper van Uden          | Pays-Bas              | Pays-Bas espoirs      | 65 pts                |
| 2e                    | Sebastian Kolze Changizi | Danemark              | Danemark espoirs      | 52 pts                |
| 3e                    | Adam Holm                | Danemark              | Danemark espoirs      | 45 pts                |
| 4e                    | Michel Hessmann          | Allemagne             | Allemagne espoirs     | 37 pts                |
| 5e                    | Loe van Belle            | Pays-Bas              | Pays-Bas espoirs      | 35 pts                |
| 6e                    | Romain Grégoire          | France                | France espoirs        | 28 pts                |
| 7e                    | Davide Piganzoli         | Italie                | Italie espoirs        | 25 pts                |
| 8e                    | Luke Lamperti            | États-Unis            | États-Unis espoirs    | 25 pts                |
| 9e                    | Stian Fredheim           | Norvège               | Norvège espoirs       | 25 pts                |
| 10e                   | Cian Uijtdebroeks        | Belgique              | Belgique espoirs      | 24 pts                |

| Classement par points | Classement par points    | Classement par points | Classement par points | Classement par points |
| Coureur               | Coureur                  | Pays                  | Équipe                | Points                |
| --------------------- | ------------------------ | --------------------- | --------------------- | --------------------- |
| 1er                   | Casper van Uden          | Pays-Bas              | Pays-Bas espoirs      | 65 pts                |
| 2e                    | Sebastian Kolze Changizi | Danemark              | Danemark espoirs      | 52 pts                |
| 3e                    | Adam Holm                | Danemark              | Danemark espoirs      | 45 pts                |
| 4e                    | Michel Hessmann          | Allemagne             | Allemagne espoirs     | 37 pts                |
| 5e                    | Loe van Belle            | Pays-Bas              | Pays-Bas espoirs      | 35 pts                |
| 6e                    | Romain Grégoire          | France                | France espoirs        | 28 pts                |
| 7e                    | Davide Piganzoli         | Italie                | Italie espoirs        | 25 pts                |
| 8e                    | Luke Lamperti            | États-Unis            | États-Unis espoirs    | 25 pts                |
| 9e                    | Stian Fredheim           | Norvège               | Norvège espoirs       | 25 pts                |
| 10e                   | Cian Uijtdebroeks        | Belgique              | Belgique espoirs      | 24 pts                |

| Classement de la montagne | Classement de la montagne | Classement de la montagne | Classement de la montagne | Classement de la montagne |
| Coureur                   | Coureur                   | Pays                      | Équipe                    | Points                    |
| ------------------------- | ------------------------- | ------------------------- | ------------------------- | ------------------------- |
| 1er                       | Cian Uijtdebroeks         | Belgique                  | Belgique espoirs          | 62 pts                    |
| 2e                        | Alessandro Fancellu       | Italie                    | Italie espoirs            | 44 pts                    |
| 3e                        | Michel Hessmann           | Allemagne                 | Allemagne espoirs         | 43 pts                    |
| 4e                        | Johannes Staune-Mittet    | Norvège                   | Norvège espoirs           | 38 pts                    |
| 5e                        | Davide Piganzoli          | Italie                    | Italie espoirs            | 38 pts                    |
| 6e                        | Mathis Le Berre           | France                    | France espoirs            | 32 pts                    |
| 7e                        | Hannes Wilksch            | Allemagne                 | Allemagne espoirs         | 32 pts                    |
| 8e                        | Embret Svestad-Bårdseng   | Norvège                   | Norvège espoirs           | 29 pts                    |
| 9e                        | Archie Ryan               | Irlande                   | Irlande espoirs           | 28 pts                    |
| 10e                       | Loe van Belle             | Pays-Bas                  | Pays-Bas espoirs          | 26 pts                    |

| Classement de la montagne | Classement de la montagne | Classement de la montagne | Classement de la montagne | Classement de la montagne |
| Coureur                   | Coureur                   | Pays                      | Équipe                    | Points                    |
| ------------------------- | ------------------------- | ------------------------- | ------------------------- | ------------------------- |
| 1er                       | Cian Uijtdebroeks         | Belgique                  | Belgique espoirs          | 62 pts                    |
| 2e                        | Alessandro Fancellu       | Italie                    | Italie espoirs            | 44 pts                    |
| 3e                        | Michel Hessmann           | Allemagne                 | Allemagne espoirs         | 43 pts                    |
| 4e                        | Johannes Staune-Mittet    | Norvège                   | Norvège espoirs           | 38 pts                    |
| 5e                        | Davide Piganzoli          | Italie                    | Italie espoirs            | 38 pts                    |
| 6e                        | Mathis Le Berre           | France                    | France espoirs            | 32 pts                    |
| 7e                        | Hannes Wilksch            | Allemagne                 | Allemagne espoirs         | 32 pts                    |
| 8e                        | Embret Svestad-Bårdseng   | Norvège                   | Norvège espoirs           | 29 pts                    |
| 9e                        | Archie Ryan               | Irlande                   | Irlande espoirs           | 28 pts                    |
| 10e                       | Loe van Belle             | Pays-Bas                  | Pays-Bas espoirs          | 26 pts                    |

### Classement par équipes
| Classement par équipes | Classement par équipes | Classement par équipes | Classement par équipes |
| Équipe                 | Équipe                 | Pays                   | Temps                  |
| ---------------------- | ---------------------- | ---------------------- | ---------------------- |
| 1re                    | Italie espoirs         | Italie                 | 79 h 42 min 41 s       |
| 2e                     | France espoirs         | France                 | + 9 min 26 s           |
| 3e                     | Allemagne espoirs      | Allemagne              | + 14 min 36 s          |
| 4e                     | Belgique espoirs       | Belgique               | + 21 min 10 s          |
| 5e                     | Norvège espoirs        | Norvège                | + 45 min 37 s          |
| 6e                     | Tchéquie espoirs       | Tchéquie               | + 1 h 10 min 38 s      |
| 7e                     | Pays-Bas espoirs       | Pays-Bas               | + 1 h 18 min 19 s      |
| 8e                     | Kazakhstan espoirs     | Kazakhstan             | + 1 h 24 min 49 s      |
| 9e                     | Luxembourg espoirs     | Luxembourg             | + 1 h 26 min 37 s      |
| 10e                    | Espagne juniors        | Espagne                | + 1 h 28 min 53 s      |

## Évolution des classements
| Étape              | Vainqueur          | Classement général | Classement par points | Classement de la montagne | Classement du meilleur jeune | Classement par équipes | Prix de la combativité |
| ------------------ | ------------------ | ------------------ | --------------------- | ------------------------- | ---------------------------- | ---------------------- | ---------------------- |
| P                  | Pays-Bas           | Loe van Belle      | Søren Wærenskjold     | Samuel Watson             | Loe van Belle                | Pays-Bas               | non-décerné            |
| 1                  | Søren Wærenskjold  | Søren Wærenskjold  | Søren Wærenskjold     | Mats Wenzel               | Thibau Nys                   | Pays-Bas               | Luis-Joe Lührs         |
| 2                  | Casper van Uden    | Søren Wærenskjold  | Sebastian Changizi    | Felix Stehli              | Luke Lamperti                | Pays-Bas               | Darren Rafferty        |
| 3                  | Adam Holm          | Jordan Labrosse    | Casper van Uden       | Jordan Labrosse           | Jordan Labrosse              | Pays-Bas               | Jorge Peyrot           |
| 4                  | Thomas Gloag       | Thomas Gloag       | Casper van Uden       | Mats Wenzel               | Stian Fredheim               | Grande-Bretagne        | Adam Holm              |
| 5                  | Allemagne          | Michel Hessmann    | Casper van Uden       | Mats Wenzel               | Luis-Joe Lührs               | Allemagne              | non-décerné            |
| 6                  | Romain Grégoire    | Michel Hessmann    | Casper van Uden       | Mathis Le Berre           | William Junior Lecerf        | Allemagne              | Simon Dalby            |
| 7                  | Cian Uijtdebroeks  | Michel Hessmann    | Casper van Uden       | Mathis Le Berre           | Cian Uijtdebroeks            | France                 | Cian Uijtdebroeks      |
| 8                  | Cian Uijtdebroeks  | Cian Uijtdebroeks  | Casper van Uden       | Cian Uijtdebroeks         | Cian Uijtdebroeks            | Italie                 | Romain Grégoire        |
| 9                  | Lorenzo Milesi     | Cian Uijtdebroeks  | Casper van Uden       | Cian Uijtdebroeks         | Cian Uijtdebroeks            | Italie                 | Lorenzo Milesi         |
| Classements finals | Classements finals | Cian Uijtdebroeks  | Casper van Uden       | Cian Uijtdebroeks         | Cian Uijtdebroeks            | Italie                 |                        |

## Liste des participants
| Norvège espoirs NOR | Norvège espoirs NOR     | Norvège espoirs NOR |
| ------------------- | ----------------------- | ------------------- |
| Num                 | Coureur                 | Pos                 |
| 1                   | Per Strand Hagenes      | 38e                 |
| 2                   | Johannes Staune-Mittet  | 2e                  |
| 3                   | Søren Wærenskjold       | AB-9                |
| 4                   | Martin Tjøtta           | NP-7                |
| 5                   | Stian Fredheim          | 62e                 |
| 6                   | Embret Svestad-Bårdseng | 17e                 |

| Espagne espoirs ESP | Espagne espoirs ESP | Espagne espoirs ESP |
| ------------------- | ------------------- | ------------------- |
| Num                 | Coureur             | Pos                 |
| 11                  | Igor Arrieta        | AB-7                |
| 12                  | Enekoitz Azparren   | 24e                 |
| 13                  | Jon Barrenetxea     | NP-4                |
| 14                  | Alejandro Franco    | NP-2                |
| 15                  | Iván Romeo          | 56e                 |
| 16                  | Fernando Tercero    | 18e                 |

| Italie espoirs ITA | Italie espoirs ITA  | Italie espoirs ITA |
| ------------------ | ------------------- | ------------------ |
| Num                | Coureur             | Pos                |
| 21                 | Davide Piganzoli    | 5e                 |
| 22                 | Alberto Bruttomesso | HD-5               |
| 23                 | Davide Dapporto     | HD-5               |
| 24                 | Lorenzo Milesi      | 14e                |
| 25                 | Alessandro Fancellu | 6e                 |
| 26                 | Alessio Martinelli  | NP-7               |

| Australie espoirs AUS | Australie espoirs AUS | Australie espoirs AUS |
| --------------------- | --------------------- | --------------------- |
| Num                   | Coureur               | Pos                   |
| 31                    | Dylan George          | 65e                   |
| 32                    | Dylan Hopkins         | 46e                   |
| 33                    | Matthew Dinham        | 11e                   |
| 34                    | Rudy Porter           | HD-5                  |
| 35                    | Blake Quick           | NP-1                  |
| 36                    | Jensen Plowright      | AB-6                  |

| Autriche espoirs AUT | Autriche espoirs AUT   | Autriche espoirs AUT |
| -------------------- | ---------------------- | -------------------- |
| Num                  | Coureur                | Pos                  |
| 41                   | Marco Schrettl         | HD-5                 |
| 42                   | Alexander Hajek        | AB-8                 |
| 43                   | Martin Messner         | AB-8                 |
| 44                   | Maximilian Kabas       | 34e                  |
| 45                   | Maximilian Schmidbauer | HD-5                 |
| 46                   | Emanuel Zangerle       | AB-9                 |

| Belgique espoirs BEL | Belgique espoirs BEL | Belgique espoirs BEL |
| -------------------- | -------------------- | -------------------- |
| Num                  | Coureur              | Pos                  |
| 51                   | Gil Gelders          | 33e                  |
| 52                   | Junior Lecerf        | 21e                  |
| 53                   | Thibau Nys           | 48e                  |
| 54                   | Alec Segaert         | 37e                  |
| 55                   | Cian Uijtdebroeks    | 1er                  |
| 56                   | Lennert Van Eetvelt  | NP-7                 |

| Canada espoirs CAN | Canada espoirs CAN  | Canada espoirs CAN |
| ------------------ | ------------------- | ------------------ |
| Num                | Coureur             | Pos                |
| 61                 | Nicolas Rivard      | AB-8               |
| 62                 | Quentin Cowan       | 60e                |
| 63                 | Thomas Schellenberg | HD-8               |
| 64                 | Carson Miles        | 27e                |
| 65                 | Riley Pickrell      | AB-2               |
| 66                 | Raphaël Parisella   | AB-9               |

| Colombie espoirs COL | Colombie espoirs COL | Colombie espoirs COL |
| -------------------- | -------------------- | -------------------- |
| Num                  | Coureur              | Pos                  |
| 71                   | Germán Darío Gómez   | 68e                  |
| 72                   | Jesús David Peña     | AB-4                 |
| 73                   | Nicolás Gómez        | DQ-7                 |
| 74                   | Brandon Rojas        | AB-8                 |
| 75                   | Edgar Pinzón         | 25e                  |
| 76                   | Juan Manuel Barboza  | DQ-7                 |

| Tchéquie espoirs CZE | Tchéquie espoirs CZE | Tchéquie espoirs CZE |
| -------------------- | -------------------- | -------------------- |
| Num                  | Coureur              | Pos                  |
| 81                   | Mathias Vacek        | 10e                  |
| 82                   | Petr Kelemen         | NP-7                 |
| 83                   | Karel Vacek          | AB-8                 |
| 84                   | Jakub Ťoupalík       | NP-7                 |
| 85                   | Tomáš Kopecký        | 28e                  |
| 86                   | Filip Řeha           | 52e                  |

| Danemark espoirs DEN | Danemark espoirs DEN     | Danemark espoirs DEN |
| -------------------- | ------------------------ | -------------------- |
| Num                  | Coureur                  | Pos                  |
| 91                   | Jacob Hindsgaul          | NP-5                 |
| 92                   | William Blume Levy       | 40e                  |
| 93                   | Simon Dalby              | 41e                  |
| 94                   | Sebastian Kolze Changizi | 63e                  |
| 95                   | Adam Holm                | 58e                  |
| 96                   | Carl-Frederik Bévort     | 35e                  |

| Équateur espoirs ECU | Équateur espoirs ECU    | Équateur espoirs ECU |
| -------------------- | ----------------------- | -------------------- |
| Num                  | Coureur                 | Pos                  |
| 101                  | Harold Martín López     | 12e                  |
| 102                  | Brayan Obando           | HD-8                 |
| 103                  | Nixon Efrain Rosero     | AB-7                 |
| 104                  | Lenin Montenegro        | AB-4                 |
| 105                  | Erik Daniel Caiza Perez | HD-1                 |
| 106                  | Anderson Irua           | HD-1                 |

| Érythrée espoirs ERI | Érythrée espoirs ERI | Érythrée espoirs ERI |
| -------------------- | -------------------- | -------------------- |
| Num                  | Coureur              | Pos                  |
| 111                  | Nahom Zerai          | AB-7                 |
| 112                  | Ephrem Ghebrehiwet   | AB-6                 |
| 113                  | Niyat Russom         | AB-3                 |
| 114                  | Milkias Kudus        | HD-8                 |
| 115                  | Mehari Tewelde       | 67e                  |
| 116                  | Sela Weldemicael     | HD-3                 |

| France espoirs FRA | France espoirs FRA | France espoirs FRA |
| ------------------ | ------------------ | ------------------ |
| Num                | Coureur            | Pos                |
| 121                | Alex Baudin        | 20e                |
| 122                | Ewen Costiou       | 36e                |
| 123                | Joris Delbove      | 22e                |
| 124                | Romain Grégoire    | 13e                |
| 125                | Mathis Le Berre    | 53e                |
| 126                | Lenny Martinez     | 8e                 |

| Grande-Bretagne espoirs GBR | Grande-Bretagne espoirs GBR | Grande-Bretagne espoirs GBR |
| --------------------------- | --------------------------- | --------------------------- |
| Num                         | Coureur                     | Pos                         |
| 131                         | Robert Donaldson            | NP-9                        |
| 132                         | Joshua Giddings             | HD-8                        |
| 133                         | Jack Brough                 | NP-8                        |
| 134                         | Samuel Watson               | NP-8                        |
| 135                         | Leo Hayter                  | AB-9                        |
| 136                         | Thomas Gloag                | NP-8                        |

| Allemagne espoirs GER | Allemagne espoirs GER | Allemagne espoirs GER |
| --------------------- | --------------------- | --------------------- |
| Num                   | Coureur               | Pos                   |
| 141                   | Felix Engelhardt      | 39e                   |
| 142                   | Michel Hessmann       | 3e                    |
| 143                   | Pierre-Pascal Keup    | 66e                   |
| 144                   | Luis-Joe Lührs        | AB-8                  |
| 145                   | Georg Steinhauser     | AB-8                  |
| 146                   | Hannes Wilksch        | 7e                    |

| Irlande espoirs IRL | Irlande espoirs IRL | Irlande espoirs IRL |
| ------------------- | ------------------- | ------------------- |
| Num                 | Coureur             | Pos                 |
| 151                 | Adam Ward           | DQ-8                |
| 152                 | Kevin McCambridge   | NP-6                |
| 153                 | Dean Harvey         | HD-8                |
| 154                 | Liam Curley         | AB-1                |
| 155                 | Darren Rafferty     | AB-8                |
| 156                 | Archie Ryan         | 4e                  |

| Kazakhstan espoirs KAZ | Kazakhstan espoirs KAZ | Kazakhstan espoirs KAZ |
| ---------------------- | ---------------------- | ---------------------- |
| Num                    | Coureur                | Pos                    |
| 161                    | Daniil Pronskiy        | 26e                    |
| 162                    | Nurbergen Nurlykhassym | 55e                    |
| 163                    | Andrey Remkhe          | 72e                    |
| 164                    | Nicolas Vinokourov     | NP-8                   |
| 165                    | Gleb Brussenskiy       | 15e                    |
| 166                    | Alexandre Vinokourov   | 61e                    |

| Luxembourg espoirs LUX | Luxembourg espoirs LUX | Luxembourg espoirs LUX |
| ---------------------- | ---------------------- | ---------------------- |
| Num                    | Coureur                | Pos                    |
| 171                    | Arthur Kluckers        | 16e                    |
| 172                    | Cédric Pries           | 54e                    |
| 173                    | Tom Paquet             | NP-8                   |
| 174                    | Loïc Bettendorff       | 64e                    |
| 175                    | Rafael Pereira         | HD-5                   |
| 176                    | Mats Wenzel            | 19e                    |

| Mexique espoirs MEX | Mexique espoirs MEX               | Mexique espoirs MEX |
| ------------------- | --------------------------------- | ------------------- |
| Num                 | Coureur                           | Pos                 |
| 181                 | Carlos Alfonso García             | AB-6                |
| 182                 | Jorge Peyrot                      | HD-8                |
| 183                 | Diego Arreola Dimas               | AB-6                |
| 184                 | Leonardo Zavala                   | HD-5                |
| 185                 | Edgar Cadena                      | 23e                 |
| 186                 | Jose Antonio Escarcega Mendizabal | AB-4                |

| Pays-Bas espoirs NED | Pays-Bas espoirs NED | Pays-Bas espoirs NED |
| -------------------- | -------------------- | -------------------- |
| Num                  | Coureur              | Pos                  |
| 191                  | Loe van Belle        | 9e                   |
| 192                  | Tim van Dijke        | AB-3                 |
| 193                  | Enzo Leijnse         | 49e                  |
| 194                  | Rick Pluimers        | 32e                  |
| 195                  | Axel van der Tuuk    | NP-6                 |
| 196                  | Casper van Uden      | 44e                  |

| Slovénie espoirs SLO | Slovénie espoirs SLO | Slovénie espoirs SLO |
| -------------------- | -------------------- | -------------------- |
| Num                  | Coureur              | Pos                  |
| 201                  | Luka Ziherl          | HD-8                 |
| 202                  | Gal Glivar           | 47e                  |
| 203                  | Aljaž Colnar         | 71e                  |
| 204                  | Anže Skok            | 73e                  |
| 205                  | Mihael Štajnar       | 74e                  |
| 206                  | Boštjan Murn         | HD-8                 |

| Suisse espoirs SUI | Suisse espoirs SUI | Suisse espoirs SUI |
| ------------------ | ------------------ | ------------------ |
| Num                | Coureur            | Pos                |
| 211                | Nils Brun          | 30e                |
| 212                | Robin Donzé        | 69e                |
| 213                | Arnaud Tendon      | 45e                |
| 214                | Felix Stehli       | 51e                |
| 215                | Fabian Weiss       | 50e                |
| 216                | Jakob Klahre       | HD-8               |

| Slovaquie espoirs SVK | Slovaquie espoirs SVK | Slovaquie espoirs SVK |
| --------------------- | --------------------- | --------------------- |
| Num                   | Coureur               | Pos                   |
| 221                   | Lukáš Kubiš           | DQ-8                  |
| 222                   | Pavol Rovder          | DQ-8                  |
| 223                   | Samuel Tuka           | AB-6                  |
| 224                   | Filip Lohinsky        | AB-6                  |
| 225                   | Samuel Kováč          | NP-7                  |
| 226                   | Lukas Sokolik         | AB-6                  |

| États-Unis espoirs USA | États-Unis espoirs USA | États-Unis espoirs USA |
| ---------------------- | ---------------------- | ---------------------- |
| Num                    | Coureur                | Pos                    |
| 231                    | Luke Lamperti          | 43e                    |
| 232                    | Matthew Riccitello     | NP-7                   |
| 233                    | Finn Gullickson        | AB-4                   |
| 234                    | Gabriel Shipley        | HD-8                   |
| 235                    | Cooper Johnson         | AB-7                   |
| 236                    | Jared Scott            | AB-1                   |

| Centre mondial du cyclisme WCC | Centre mondial du cyclisme WCC | Centre mondial du cyclisme WCC |
| ------------------------------ | ------------------------------ | ------------------------------ |
| Num                            | Coureur                        | Pos                            |
| 241                            | Hamza Amari (ALG)              | 75e                            |
| 242                            | Hagos Welay Berhe (ETH)        | 29e                            |
| 243                            | Eric Muhoza (RWA)              | 70e                            |
| 244                            | Negasi Abreha (ETH)            | 31e                            |
| 245                            | Kiya Rogora (ETH)              | HD-8                           |
| 246                            | Travis Stedman (RSA)           | AB-7                           |

| Auvergne-Rhône-Alpes espoirs ___ | Auvergne-Rhône-Alpes espoirs ___ | Auvergne-Rhône-Alpes espoirs ___ |
| -------------------------------- | -------------------------------- | -------------------------------- |
| Num                              | Coureur                          | Pos                              |
| 251                              | Jordan Labrosse (FRA)            | 42e                              |
| 252                              | Loris Coss (FRA)                 | NP-7                             |
| 253                              | Théo Degache (FRA)               | AB-6                             |
| 254                              | Antoine Roussel (FRA)            | 57e                              |
| 255                              | Rémi Capron (FRA)                | AB-8                             |
| 256                              | Anthony Baudis (FRA)             | NP-8                             |

| Pays de la Loire espoirs ___ | Pays de la Loire espoirs ___ | Pays de la Loire espoirs ___ |
| ---------------------------- | ---------------------------- | ---------------------------- |
| Num                          | Coureur                      | Pos                          |
| 261                          | Lucas Boniface (FRA)         | NP-8                         |
| 262                          | Victor Bohal (FRA)           | NP-8                         |
| 263                          | Antoine Devanne (FRA)        | NP-8                         |
| 264                          | Benjamin Marais (FRA)        | HD-8                         |
| 265                          | Baptiste Vadic (FRA)         | 59e                          |
| 266                          | Mattéo Vercher (FRA)         | AB-8                         |

| Norvège espoirs NOR | Norvège espoirs NOR     | Norvège espoirs NOR |
| ------------------- | ----------------------- | ------------------- |
| Num                 | Coureur                 | Pos                 |
| 1                   | Per Strand Hagenes      | 38e                 |
| 2                   | Johannes Staune-Mittet  | 2e                  |
| 3                   | Søren Wærenskjold       | AB-9                |
| 4                   | Martin Tjøtta           | NP-7                |
| 5                   | Stian Fredheim          | 62e                 |
| 6                   | Embret Svestad-Bårdseng | 17e                 |

| Espagne espoirs ESP | Espagne espoirs ESP | Espagne espoirs ESP |
| ------------------- | ------------------- | ------------------- |
| Num                 | Coureur             | Pos                 |
| 11                  | Igor Arrieta        | AB-7                |
| 12                  | Enekoitz Azparren   | 24e                 |
| 13                  | Jon Barrenetxea     | NP-4                |
| 14                  | Alejandro Franco    | NP-2                |
| 15                  | Iván Romeo          | 56e                 |
| 16                  | Fernando Tercero    | 18e                 |

| Italie espoirs ITA | Italie espoirs ITA  | Italie espoirs ITA |
| ------------------ | ------------------- | ------------------ |
| Num                | Coureur             | Pos                |
| 21                 | Davide Piganzoli    | 5e                 |
| 22                 | Alberto Bruttomesso | HD-5               |
| 23                 | Davide Dapporto     | HD-5               |
| 24                 | Lorenzo Milesi      | 14e                |
| 25                 | Alessandro Fancellu | 6e                 |
| 26                 | Alessio Martinelli  | NP-7               |

| Australie espoirs AUS | Australie espoirs AUS | Australie espoirs AUS |
| --------------------- | --------------------- | --------------------- |
| Num                   | Coureur               | Pos                   |
| 31                    | Dylan George          | 65e                   |
| 32                    | Dylan Hopkins         | 46e                   |
| 33                    | Matthew Dinham        | 11e                   |
| 34                    | Rudy Porter           | HD-5                  |
| 35                    | Blake Quick           | NP-1                  |
| 36                    | Jensen Plowright      | AB-6                  |

| Autriche espoirs AUT | Autriche espoirs AUT   | Autriche espoirs AUT |
| -------------------- | ---------------------- | -------------------- |
| Num                  | Coureur                | Pos                  |
| 41                   | Marco Schrettl         | HD-5                 |
| 42                   | Alexander Hajek        | AB-8                 |
| 43                   | Martin Messner         | AB-8                 |
| 44                   | Maximilian Kabas       | 34e                  |
| 45                   | Maximilian Schmidbauer | HD-5                 |
| 46                   | Emanuel Zangerle       | AB-9                 |

| Belgique espoirs BEL | Belgique espoirs BEL | Belgique espoirs BEL |
| -------------------- | -------------------- | -------------------- |
| Num                  | Coureur              | Pos                  |
| 51                   | Gil Gelders          | 33e                  |
| 52                   | Junior Lecerf        | 21e                  |
| 53                   | Thibau Nys           | 48e                  |
| 54                   | Alec Segaert         | 37e                  |
| 55                   | Cian Uijtdebroeks    | 1er                  |
| 56                   | Lennert Van Eetvelt  | NP-7                 |

| Canada espoirs CAN | Canada espoirs CAN  | Canada espoirs CAN |
| ------------------ | ------------------- | ------------------ |
| Num                | Coureur             | Pos                |
| 61                 | Nicolas Rivard      | AB-8               |
| 62                 | Quentin Cowan       | 60e                |
| 63                 | Thomas Schellenberg | HD-8               |
| 64                 | Carson Miles        | 27e                |
| 65                 | Riley Pickrell      | AB-2               |
| 66                 | Raphaël Parisella   | AB-9               |

| Colombie espoirs COL | Colombie espoirs COL | Colombie espoirs COL |
| -------------------- | -------------------- | -------------------- |
| Num                  | Coureur              | Pos                  |
| 71                   | Germán Darío Gómez   | 68e                  |
| 72                   | Jesús David Peña     | AB-4                 |
| 73                   | Nicolás Gómez        | DQ-7                 |
| 74                   | Brandon Rojas        | AB-8                 |
| 75                   | Edgar Pinzón         | 25e                  |
| 76                   | Juan Manuel Barboza  | DQ-7                 |

| Tchéquie espoirs CZE | Tchéquie espoirs CZE | Tchéquie espoirs CZE |
| -------------------- | -------------------- | -------------------- |
| Num                  | Coureur              | Pos                  |
| 81                   | Mathias Vacek        | 10e                  |
| 82                   | Petr Kelemen         | NP-7                 |
| 83                   | Karel Vacek          | AB-8                 |
| 84                   | Jakub Ťoupalík       | NP-7                 |
| 85                   | Tomáš Kopecký        | 28e                  |
| 86                   | Filip Řeha           | 52e                  |

| Danemark espoirs DEN | Danemark espoirs DEN     | Danemark espoirs DEN |
| -------------------- | ------------------------ | -------------------- |
| Num                  | Coureur                  | Pos                  |
| 91                   | Jacob Hindsgaul          | NP-5                 |
| 92                   | William Blume Levy       | 40e                  |
| 93                   | Simon Dalby              | 41e                  |
| 94                   | Sebastian Kolze Changizi | 63e                  |
| 95                   | Adam Holm                | 58e                  |
| 96                   | Carl-Frederik Bévort     | 35e                  |

| Équateur espoirs ECU | Équateur espoirs ECU    | Équateur espoirs ECU |
| -------------------- | ----------------------- | -------------------- |
| Num                  | Coureur                 | Pos                  |
| 101                  | Harold Martín López     | 12e                  |
| 102                  | Brayan Obando           | HD-8                 |
| 103                  | Nixon Efrain Rosero     | AB-7                 |
| 104                  | Lenin Montenegro        | AB-4                 |
| 105                  | Erik Daniel Caiza Perez | HD-1                 |
| 106                  | Anderson Irua           | HD-1                 |

| Érythrée espoirs ERI | Érythrée espoirs ERI | Érythrée espoirs ERI |
| -------------------- | -------------------- | -------------------- |
| Num                  | Coureur              | Pos                  |
| 111                  | Nahom Zerai          | AB-7                 |
| 112                  | Ephrem Ghebrehiwet   | AB-6                 |
| 113                  | Niyat Russom         | AB-3                 |
| 114                  | Milkias Kudus        | HD-8                 |
| 115                  | Mehari Tewelde       | 67e                  |
| 116                  | Sela Weldemicael     | HD-3                 |

| France espoirs FRA | France espoirs FRA | France espoirs FRA |
| ------------------ | ------------------ | ------------------ |
| Num                | Coureur            | Pos                |
| 121                | Alex Baudin        | 20e                |
| 122                | Ewen Costiou       | 36e                |
| 123                | Joris Delbove      | 22e                |
| 124                | Romain Grégoire    | 13e                |
| 125                | Mathis Le Berre    | 53e                |
| 126                | Lenny Martinez     | 8e                 |

| Grande-Bretagne espoirs GBR | Grande-Bretagne espoirs GBR | Grande-Bretagne espoirs GBR |
| --------------------------- | --------------------------- | --------------------------- |
| Num                         | Coureur                     | Pos                         |
| 131                         | Robert Donaldson            | NP-9                        |
| 132                         | Joshua Giddings             | HD-8                        |
| 133                         | Jack Brough                 | NP-8                        |
| 134                         | Samuel Watson               | NP-8                        |
| 135                         | Leo Hayter                  | AB-9                        |
| 136                         | Thomas Gloag                | NP-8                        |

| Allemagne espoirs GER | Allemagne espoirs GER | Allemagne espoirs GER |
| --------------------- | --------------------- | --------------------- |
| Num                   | Coureur               | Pos                   |
| 141                   | Felix Engelhardt      | 39e                   |
| 142                   | Michel Hessmann       | 3e                    |
| 143                   | Pierre-Pascal Keup    | 66e                   |
| 144                   | Luis-Joe Lührs        | AB-8                  |
| 145                   | Georg Steinhauser     | AB-8                  |
| 146                   | Hannes Wilksch        | 7e                    |

| Irlande espoirs IRL | Irlande espoirs IRL | Irlande espoirs IRL |
| ------------------- | ------------------- | ------------------- |
| Num                 | Coureur             | Pos                 |
| 151                 | Adam Ward           | DQ-8                |
| 152                 | Kevin McCambridge   | NP-6                |
| 153                 | Dean Harvey         | HD-8                |
| 154                 | Liam Curley         | AB-1                |
| 155                 | Darren Rafferty     | AB-8                |
| 156                 | Archie Ryan         | 4e                  |

| Kazakhstan espoirs KAZ | Kazakhstan espoirs KAZ | Kazakhstan espoirs KAZ |
| ---------------------- | ---------------------- | ---------------------- |
| Num                    | Coureur                | Pos                    |
| 161                    | Daniil Pronskiy        | 26e                    |
| 162                    | Nurbergen Nurlykhassym | 55e                    |
| 163                    | Andrey Remkhe          | 72e                    |
| 164                    | Nicolas Vinokourov     | NP-8                   |
| 165                    | Gleb Brussenskiy       | 15e                    |
| 166                    | Alexandre Vinokourov   | 61e                    |

| Luxembourg espoirs LUX | Luxembourg espoirs LUX | Luxembourg espoirs LUX |
| ---------------------- | ---------------------- | ---------------------- |
| Num                    | Coureur                | Pos                    |
| 171                    | Arthur Kluckers        | 16e                    |
| 172                    | Cédric Pries           | 54e                    |
| 173                    | Tom Paquet             | NP-8                   |
| 174                    | Loïc Bettendorff       | 64e                    |
| 175                    | Rafael Pereira         | HD-5                   |
| 176                    | Mats Wenzel            | 19e                    |

| Mexique espoirs MEX | Mexique espoirs MEX               | Mexique espoirs MEX |
| ------------------- | --------------------------------- | ------------------- |
| Num                 | Coureur                           | Pos                 |
| 181                 | Carlos Alfonso García             | AB-6                |
| 182                 | Jorge Peyrot                      | HD-8                |
| 183                 | Diego Arreola Dimas               | AB-6                |
| 184                 | Leonardo Zavala                   | HD-5                |
| 185                 | Edgar Cadena                      | 23e                 |
| 186                 | Jose Antonio Escarcega Mendizabal | AB-4                |

| Pays-Bas espoirs NED | Pays-Bas espoirs NED | Pays-Bas espoirs NED |
| -------------------- | -------------------- | -------------------- |
| Num                  | Coureur              | Pos                  |
| 191                  | Loe van Belle        | 9e                   |
| 192                  | Tim van Dijke        | AB-3                 |
| 193                  | Enzo Leijnse         | 49e                  |
| 194                  | Rick Pluimers        | 32e                  |
| 195                  | Axel van der Tuuk    | NP-6                 |
| 196                  | Casper van Uden      | 44e                  |

| Slovénie espoirs SLO | Slovénie espoirs SLO | Slovénie espoirs SLO |
| -------------------- | -------------------- | -------------------- |
| Num                  | Coureur              | Pos                  |
| 201                  | Luka Ziherl          | HD-8                 |
| 202                  | Gal Glivar           | 47e                  |
| 203                  | Aljaž Colnar         | 71e                  |
| 204                  | Anže Skok            | 73e                  |
| 205                  | Mihael Štajnar       | 74e                  |
| 206                  | Boštjan Murn         | HD-8                 |

| Suisse espoirs SUI | Suisse espoirs SUI | Suisse espoirs SUI |
| ------------------ | ------------------ | ------------------ |
| Num                | Coureur            | Pos                |
| 211                | Nils Brun          | 30e                |
| 212                | Robin Donzé        | 69e                |
| 213                | Arnaud Tendon      | 45e                |
| 214                | Felix Stehli       | 51e                |
| 215                | Fabian Weiss       | 50e                |
| 216                | Jakob Klahre       | HD-8               |

| Slovaquie espoirs SVK | Slovaquie espoirs SVK | Slovaquie espoirs SVK |
| --------------------- | --------------------- | --------------------- |
| Num                   | Coureur               | Pos                   |
| 221                   | Lukáš Kubiš           | DQ-8                  |
| 222                   | Pavol Rovder          | DQ-8                  |
| 223                   | Samuel Tuka           | AB-6                  |
| 224                   | Filip Lohinsky        | AB-6                  |
| 225                   | Samuel Kováč          | NP-7                  |
| 226                   | Lukas Sokolik         | AB-6                  |

| États-Unis espoirs USA | États-Unis espoirs USA | États-Unis espoirs USA |
| ---------------------- | ---------------------- | ---------------------- |
| Num                    | Coureur                | Pos                    |
| 231                    | Luke Lamperti          | 43e                    |
| 232                    | Matthew Riccitello     | NP-7                   |
| 233                    | Finn Gullickson        | AB-4                   |
| 234                    | Gabriel Shipley        | HD-8                   |
| 235                    | Cooper Johnson         | AB-7                   |
| 236                    | Jared Scott            | AB-1                   |

| Centre mondial du cyclisme WCC | Centre mondial du cyclisme WCC | Centre mondial du cyclisme WCC |
| ------------------------------ | ------------------------------ | ------------------------------ |
| Num                            | Coureur                        | Pos                            |
| 241                            | Hamza Amari (ALG)              | 75e                            |
| 242                            | Hagos Welay Berhe (ETH)        | 29e                            |
| 243                            | Eric Muhoza (RWA)              | 70e                            |
| 244                            | Negasi Abreha (ETH)            | 31e                            |
| 245                            | Kiya Rogora (ETH)              | HD-8                           |
| 246                            | Travis Stedman (RSA)           | AB-7                           |

| Auvergne-Rhône-Alpes espoirs ___ | Auvergne-Rhône-Alpes espoirs ___ | Auvergne-Rhône-Alpes espoirs ___ |
| -------------------------------- | -------------------------------- | -------------------------------- |
| Num                              | Coureur                          | Pos                              |
| 251                              | Jordan Labrosse (FRA)            | 42e                              |
| 252                              | Loris Coss (FRA)                 | NP-7                             |
| 253                              | Théo Degache (FRA)               | AB-6                             |
| 254                              | Antoine Roussel (FRA)            | 57e                              |
| 255                              | Rémi Capron (FRA)                | AB-8                             |
| 256                              | Anthony Baudis (FRA)             | NP-8                             |

| Pays de la Loire espoirs ___ | Pays de la Loire espoirs ___ | Pays de la Loire espoirs ___ |
| ---------------------------- | ---------------------------- | ---------------------------- |
| Num                          | Coureur                      | Pos                          |
| 261                          | Lucas Boniface (FRA)         | NP-8                         |
| 262                          | Victor Bohal (FRA)           | NP-8                         |
| 263                          | Antoine Devanne (FRA)        | NP-8                         |
| 264                          | Benjamin Marais (FRA)        | HD-8                         |
| 265                          | Baptiste Vadic (FRA)         | 59e                          |
| 266                          | Mattéo Vercher (FRA)         | AB-8                         |